# Jericho (misil)

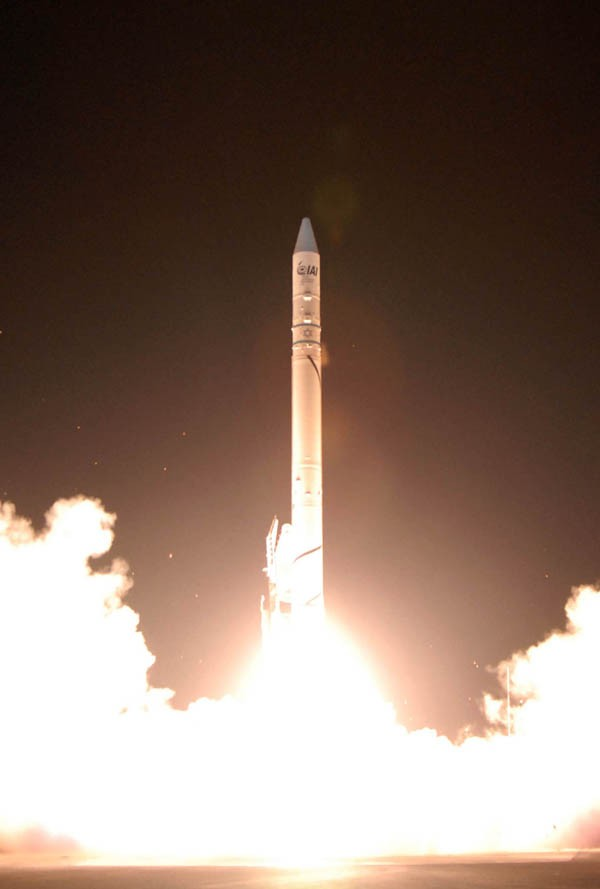
El cohete Shavit está basado en el misil Jericho II

Jericho es el nombre de una familia de misiles balísticos israelíes comenzados a desarrollar a mediados de los años 1960 por Dassault en Francia. Se hicieron versiones de una y dos etapas.
El encargo original fue el diseño de un misil capaz de alcanzar 500 km de distancia con una ojiva de masa indeterminada. La primera prueba del misil de una etapa tuvo lugar el 1 de febrero de 1965, y la prueba con dos etapas tuvo lugar el 16 de marzo de 1966. Se trató del primer misil desarrollado en Francia con un ordenador digital de a bordo.
El programa fue cancelado en enero de 1969 debido al embargo de armas sobre Israel. El programa se reanudó posteriormente.
Los detalles exactos de los misiles Jericho son difíciles de encontrar debido al secretismo que los rodea, dado que seguramente están relacionados con el programa nuclear israelí.

## Versiones

### Jericho 1
Primera versión, derivada del Jericho francés original. Se hicieron 3 lanzamientos de prueba, entre el 21 de diciembre de 1990 y el 6 de abril de 2000.

#### Especificaciones
- Apogeo: 100 km
- Masa total: 4500 kg
- Diámetro: 1,01 m
- Longitud total: 10,06 m
- Ojiva (estimado): 500 kg
- Alcance máximo: 480 km

### Jericho 2
Misil táctico, probablemente se trata de las dos primeras etapas del lanzador Shavit. Se hicieron 5 lanzamientos de prueba, entre el 1 de mayo de 1987 y el 27 de junio de 2001.

#### Especificaciones
- Apogeo: 300 km
- Empuje en despegue: 610 kN
- Masa total: 22.000 kg
- Diámetro: 1,71 m
- Longitud total: 12,59 m
- Envergadura: 2,5 m
- Alcance máximo: 1450 km

### Jericho 3
Se cree que el Jericho 3 es un ICBM armado nuclear que entró en servicio en 2011. Se cree que el Jericho 3 tiene un propulsor sólido de tres etapas y una carga útil de 1.000 a 1.300 kg. La carga útil podría ser una sola ojiva nuclear de 750 kilos o dos o tres ojivas MIRV de bajo rendimiento. Tiene un peso de lanzamiento estimado de 30.000 kg y una longitud de 15.5 m con una anchura de 1.56 m. Puede ser similar a un vehículo de lanzamiento espacial Shavit actualizado y rediseñado, producido por Israel Aerospace Industries. Probablemente tiene motores de primera y segunda etapa más largos. Es estimado por la página web missilethreat.com que tiene un rango de 4.800 a 6.500 km (2.982 a 4.038 millas), aunque una encuesta de proliferación de misiles del año 2004 realizada por el Servicio de Investigación del Congreso de los EE. UU. puso su alcance máximo posible en 11.500 km.

#### Especificaciones
- Ojiva nuclear: 750 kg
- Peso de lanzamiento: 30.000 kg
- Longitud: 15,5 m
- Alcance máximo: 11.500 km

### Jericho 4
En 2019, Israel realizó con éxito un lanzamiento de prueba de un cohete, que posteriormente los medios de comunicación israelíes denominaron "Jericho-4". A pesar de esta designación, las distinciones específicas entre Jericho-4 y su predecesor, Jericho-3, siguen sin revelarse. Un artículo de 2024 proporciona más detalles: "El Jericho-4 es un misil de tres etapas, cuyas capacidades incluirán la posibilidad de transportar ojivas de fragmentación".